# Tidili Mesfioua
Tidili Mesfioua (en amazighe : ⵜⵉⴷⵉⵍⵉ ⵏ ⵉⵎⵙⵙⵉⵡⴰⵏ - Tidili n Imssiwan)  aussi appelée Tidili-des-Mesfioua, est une commune rurale de la province d'Al Haouz, dans la région de Marrakech-Safi, au Maroc. Elle ne dispose pas de centre urbain. Son chef-lieu est un village du même nom.
La commune rurale de Tidili Mesfioua est le chef-lieu du caïdat de Mesfioua, lui-même situé au sein du cercle de Touama.Elle est habitée par la tribu berbère masmoudienne des Mesfioua (en amazigh : ⵉⵎⵙⴼⵉⵡⵏ Imsfiwen)

## Historique
La commune de Tidili Mesfioua, créée en 1959 sous le nom de Tidili-des-Mesfioua, fait partie des 801 premières communes formées lors du premier découpage communal qu'a connu le Maroc. Elle se trouvait dans la province de Marrakech, précisément dans le cercle d'Aït Ourir.
Avant le dernier décret datant de 2010, relatif à l'organisation territorial de la province d'Al Haouz, la commune de Tidili Mesfioua se trouvait dans le caïdat de Mesfioua au sein du cercle d'Aït Ourir. Mais à partir de 2010, Tidili Mesfioua est intégrée dans le nouveau cercle de Touama.

## Démographie
Elle a connu, de 1994 à 2004 (années des derniers recensements), une baisse de population, passant de 22 056 à 21 106 habitants.

## Administration et politique
La commune de Tidili Mesfioua dispose d'un centre de santé communal dans son chef-lieu et d'un dispensaire rural dans le douar de Toukhribine.